# Ангеловка (Ивано-Франковская область)
Ангеловка (укр. Ангелівка) — село в Выгодской поселковой общине Калушского района Ивано-Франковской области Украины.
Население по переписи 2001 года составляло 315 человек. Занимает площадь 3,8 км². Почтовый индекс — 77560. Телефонный код — 3477.
В селе находится храм УГКЦ 1864 года постройки.